# Festival Internacional de Cine de Venecia de 1953
La 14ª Mostra de Venecia se celebró del 20 de agosto al 4 de septiembre de 1953.

## Jurado
Internacional
- Eugenio Montale (Presidente)[2]
- Gaetano Carancini
- Sandro De Feo
- Nino Ghelli
- Gian Gaspare Napolitano
- Luigi Rognoni
- Antonio Petrucci
- Aldo Palazzeschi
- Renato Gualino

Mostra del Film per Ragazzi
- Pia Colini Lombardi (Presidente)
- Mario Verdone
- Umberto Onorato

Giuria della Mostra del Film Documentario
- Domenico Meccoli (Presidente)
- Umbro Apollonio
- Giuseppe Marchiori
- Pasquale Ojetti
- Libero Innamorati
- Ermanno Mingazzini
- Giulio Cesare Castello

## Películas

### Sección oficial
Las películas siguientes se presentaron en la sección oficial:
| Título en español                | Título original                                                     | Director(es)                                 | País            |
| -------------------------------- | ------------------------------------------------------------------- | -------------------------------------------- | --------------- |
| La saga de Anatahan              | Anatahan                                                            | Josef von Sternberg                          | Japón           |
| Vergiß die Liebe nicht           | Vergiß die Liebe nicht                                              | Paul Verhoeven II                            | RFA             |
| Anni facili                      | Anni facili                                                         | Luigi Zampa                                  | Italia          |
| El buen Dios sin confesión       | Le Bon Dieu sans confession                                         | Claude Autant-Lara                           | Francia         |
| Los vencidos                     | I Vinti                                                             | Michelangelo Antonioni                       | Italia          |
| Los inútiles                     | I Vitelloni                                                         | Federico Fellini                             | Italia          |
| La guerra de Dios                | La guerra de Dios                                                   | Rafael Gil                                   | España          |
| Jhansi Ki Rani                   | Jhansi Ki Rani                                                      | Sohrab Modi                                  | India           |
| El pequeño fugitivo              | Little Fugitive                                                     | Ray Ashley, Morris Engel, Ruth Orkin         | EE. UU.         |
| Moulin Rouge                     | Moulin Rouge                                                        | John Huston                                  | Reino Unido     |
| La pasión desnuda                | La pasión desnuda                                                   | Luis César Amadori                           | Argentina       |
| Napoletani a Milano              | Napoletani a Milano                                                 | Eduardo De Filippo                           | Italia          |
| Manos peligrosas                 | Pickup on South Street                                              | Samuel Fuller                                | EE. UU.         |
| Римский-Корсаков Rimsky-Korsakov | Римский-Корсаков Rimsky-Korsakov                                    | Nikolai Cherkasov, Aleksandr Borisov         | URSS            |
| Vacaciones en Roma               | Roman Holiday                                                       | William Wyler                                | EE. UU.         |
| Sadko                            | Sadko                                                               | Aleksandr Ptushko                            | URSS            |
| Tres mujeres                     | Kvinnors väntan                                                     | Ingmar Bergman                               | Suecia          |
| Thérèse Raquin                   | Thérèse Raquin                                                      | Marcel Carné                                 | Francia         |
| Cautivos del mal                 | The Bad and the Beautiful                                           | Vincente Minnelli                            | EE. UU.         |
| Alcoba nupcial                   | The Four Poster                                                     | Irving Reis                                  | EE. UU.         |
| Die große Versuchung             | Die große Versuchung                                                | Rolf Hansen                                  | RFA             |
| The Landowner's Daughter         | Sinhá Moça                                                          | Tom Payne, Oswaldo Sampaio                   | Brasil          |
| Jara gospoda                     | Jara gospoda                                                        | Bojan Stupica                                | Yugoslavia      |
| Los orgullosos                   | Les Orgueilleux                                                     | Yves Allégret                                | Francia, México |
| El regreso de Vasili Bortnikov   | Возвращение Василия Бортникова Vozvrashshyeniye Vasiliya Bortnikova | Vsevolod Pudovkin                            | URSS            |
| Föltámadott a tenger             | Föltámadott a tenger                                                | László Ranódy, Mihály Szemes, Kálmán Nádasdy | Hungría         |
| Tajemství krve                   | Tajemství krve                                                      | Martin Frič                                  | Checoslovaquia  |
| Cuentos de la luna pálida        | 雨月物語 Ugetsu Monogatari                                          | Kenji Mizoguchi                              | Japón           |
| El joven Chopin                  | Młodość Chopina                                                     | Aleksander Ford                              | Polonia         |

## Premios[4]
- León de Plata:
  - Teresa Raquin de Marcel Carné
  - Cuentos de la luna pálida de Kenji Mizoguchi
  - Moulin Rouge de John Huston
  - Los inútiles de Federico Fellini
  - Sadko de Aleksandr Ptushko
  - El pequeño fugitivo de Ray Ashley, Morris Engel y Ruth Orkin
- Copa Volpi al mejor actor: Henri Vilbert por El buen Dios sin confesión
- Copa Volpi a la mejor actriz: Lilli Palmer por Alcoba nupcial
- León de bronce
  - Manos peligrosas de Samuel Fuller
  - La guerra de Dios de Rafael Gil
  - Los orgullosos de Yves Allégret
  - The Landowner's Daughter de Tom Payne
- Premio OCIC: La guerra de Dios de Rafael Gil
- Premio Pasinetti: Cuentos de la luna pálida de Kenji Mizoguchi